# Čokori
Čokori so naselje v mestu Banjaluka, Bosna in Hercegovina. 

## Deli naselja
Čokori, Dragojevići, Kosići, Macanovići, Pajići in Vučići.

## Prebivalstvo
| Pregled števila prebivalcev po letih | Pregled števila prebivalcev po letih | Pregled števila prebivalcev po letih | Pregled števila prebivalcev po letih | Pregled števila prebivalcev po letih | Pregled števila prebivalcev po letih |
| ------------------------------------ | ------------------------------------ | ------------------------------------ | ------------------------------------ | ------------------------------------ | ------------------------------------ |
| 1948                                 | 1953                                 | 1961                                 | 1971                                 | 1981                                 | 1991                                 |
| -                                    | -                                    | 472                                  | 336                                  | 268                                  | 182                                  |

| Narodna sestava prebivalstva po letih                                                                                      | Narodna sestava prebivalstva po letih                                                                                      | Narodna sestava prebivalstva po letih                                                                                      |
| --- | --- | --- |
| 1971 | 1981 | 1991 |
| . skupaj: 336 Srbi 335 (99,70 %) Hrvati 0 (0,00 %) Muslimani 0 (0,00 %) Jugoslovani 0 (0,00 %) drugi in neznano 1 (0,29 %) | . skupaj: 268 Srbi 263 (98,13 %) Hrvati 0 (0,00 %) Muslimani 0 (0,00 %) Jugoslovani 5 (1,86 %) drugi in neznano 0 (0,00 %) | . skupaj: 182 Srbi 181 (99,45 %) Hrvati 0 (0,00 %) Muslimani 0 (0,00 %) Jugoslovani 0 (0,00 %) drugi in neznano 1 (0,54 %) |